# La Petite Mer
La Petite Mer est un barrage situé sur la commune du Tholonet, dans les gorges de l'Infernet en aval du barrage Zola. Il servait de réserve d’eau pour le château du Tholonet et ses trois moulins.
Le barrage de La Petite Mer a été construit par Jean de Perrin pour Jean de Jarente seigneur du Tholonet. Il sera mis en service en 1475.

## Histoire
Guigonet de Jarente IIe du nom, est chambellan du Roi René. Il sera le premier de sa famille seigneur du Tholonet. Le Roi René lui donne Le Tholonet, Roques-Hautes et Beaurecueil, en 1472.
Le nouveau château du Tholonet est construit, à son emplacement actuel, par Guigonet IIe et son fils Jean, Chancelier de Provence. Ils feront construire un barrage sur l’Infernet pour sécuriser l’alimentation du domaine.
Jean de Jarente passe la commande du barrage à l’ingénieur piémontais Jean de Perrin. Le barrage est en fonction à partir de 1475, soit presque 400 ans avant le barrage Zola. Ce barrage servira de réserve d’eau pour le nouveau château du Tholonet.

## Caractéristiques

### Le barrage
D’une hauteur approximative de 15 m, La Petite Mer est un barrage voûte en appui sur les deux falaises qui encadre l’étroite gorge. Le parement amont est quasiment plan alors que la face aval présente un rayon de courbure d’environ 27 m. Le milieu du mur ne fait que 3 m d’épaisseur à la base et 2,5 m au sommet. Mais du fait de la courbure l’épaisseur au niveau des encrages sur les deux rives est de presque 5,5 m. Ce barrage fait 24,5 m de longueur en crête.
En rive droite, le sommet du mur présente un décroché plus bas de 6 m de largeur. Ce barrage est donc en partie déversant et nous avons ici son déversoir de crue. La hauteur d’eau utile entre le sommet du déversoir et le bas de la vanne est de 11,5 m.
La vanne de vidange fait 1,95 m de largeur et 1,30 m de hauteur, elle était commandée depuis le sommet du mur.

### La retenue
La Petite Mer faisait environ 380 m de longueur pour une surface d’environ 1,2 ha, le volume de la retenue est de 78 000 m3 à la cote maximale.

### Le canal

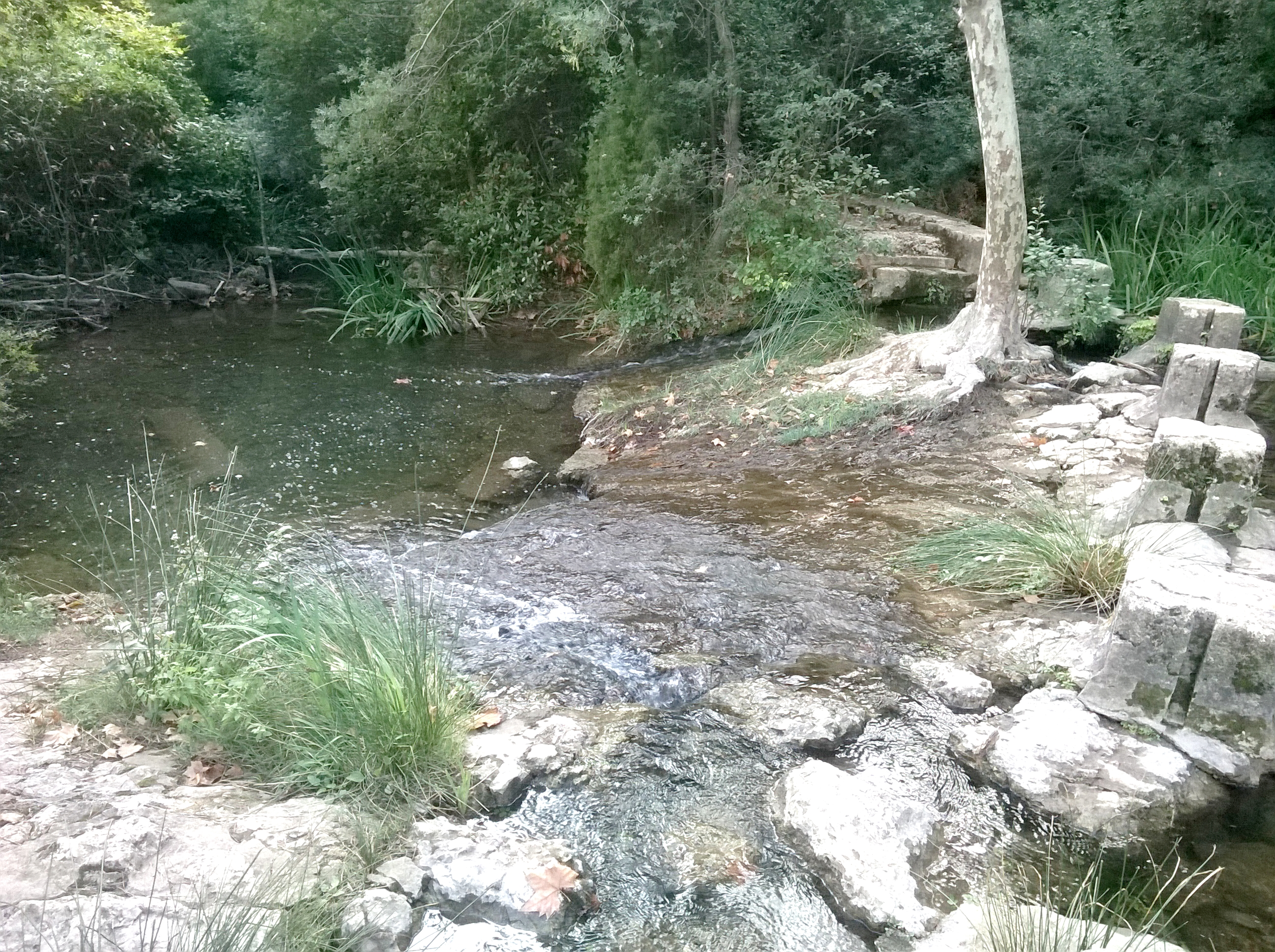
Départ du nouveau canal alimentant le château du Tholonet.

Un moulin à farine existait déjà au XIIIe siècle derrière le château du Tholonet. C’est deux siècles avant la construction du château et du barrage. Le bief d’amené de l’eau partait du sommet de la cascade. Les de Jarente maintiennent, évidemment, l’usage de ce canal mais ils rajoutent la réserve de La Petite Mer pour faire face aux étiages estival de l’Infernet. Le canal démarre donc plus de 450 m en aval du barrage.
Ce canal restera opérationnel jusqu’en 1837. En effet, à cette date, Alexandre IIIe du nom Marquis de Galliffet (1790 – 1854) construit une nouvelle usine derrière le château, une scierie de marbre du Tholonet, mais l’ancien canal est trop bas pour la nouvelle roue à aubes. Le nouveau canal, qui démarre à la sortie de la gorge de La Petite Mer existe toujours, il alimente les bassins du château du Tholonet.
Le barrage de La Petite Mer était toujours opérationnel au milieu du XXe siècle. Cela représente presque cinq siècles de fonctionnement ininterrompu.